# 毛和发
毛和发（1919年—1999年），男，河南固始人，中华人民共和国军事人物，中国人民解放军少将，曾任广东省军区副司令员、顾问。